# スティーヴン・ウォーノック
スティーブン・デイヴィッド・ウォーノック（Stephen David Warnock, 1981年12月12日 - ）は、イングランド・ランカシャー州オームスカーク出身の元サッカー選手。元イングランド代表。ポジションは左サイドバック及びミッドフィールダー。苗字は「ワーノック」とも表記される。

## クラブ経歴

### リヴァプール

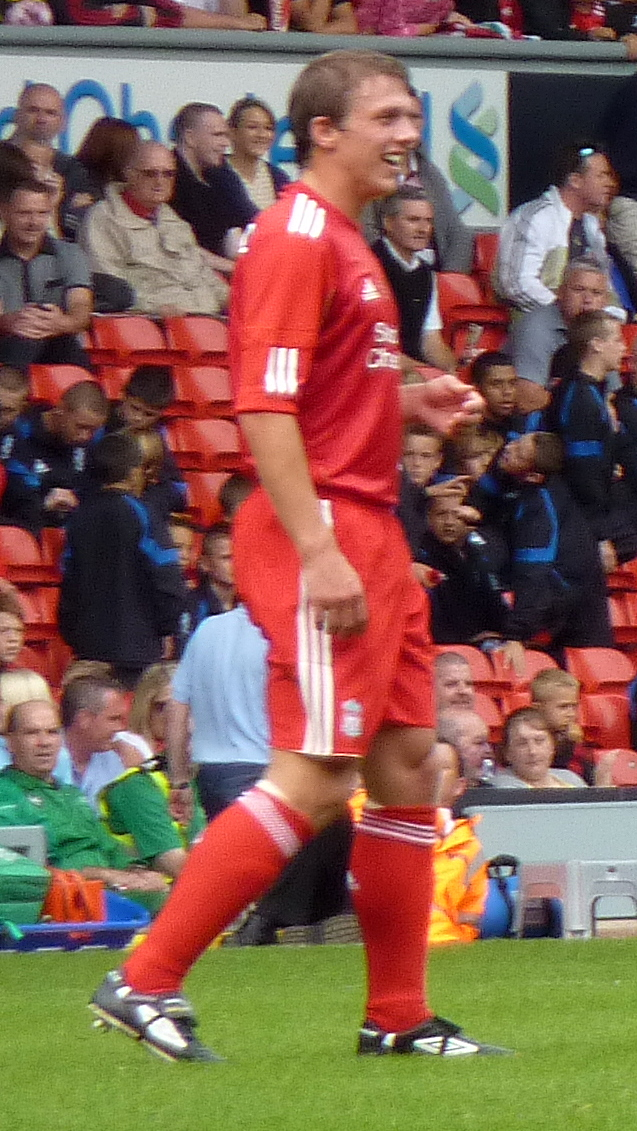
ジェイミー・キャラガーの功労記念試合 (2010)でのウォーノック

ランカシャーのオームスカークに生まれたウォーノックは、聖ベーダズ・ローマカトリック高校を母体とするラフォードコルツと聖ベーダズ・ローマカトリック高校でプレーした後、リヴァプールFCのアカデミーに移籍し、程なくしてU-16代表に招集された。スティーヴン・ジェラードやマイケル・オーウェンとアカデミーで共に過ごし、トップチームに昇格を果たすも出番は訪れなかったため、ブラッドフォード・シティAFC（シェフィールド・ウェンズデイFC戦でキャリア初得点）とコヴェントリー・シティFCへ貸し出されて経験を積んだ。
コヴェントリー・シティで最優秀選手に選出される活躍を見せたウォーノックは、当然のようにクラブから残留を希望されたものの、ラファエル・ベニテス新監督の構想に入ったことでリヴァプールへ復帰を果たし、2004年にUEFAチャンピオンズリーグ 2004-05予選3回戦のグラーツァーAK戦でリヴァプールでの初出場を飾った。同大会決勝での出番はなかったものの、優勝の歓喜を味わい、同シーズンのリーグ戦では主にジミ・トラオレの控えを務めつつ、19試合（先発11試合）に出場し、戦力の1人としてチームに貢献したことが認められ、2005年8月24日に契約を2008年まで延長することに成功した。翌2005-06シーズンは、トラオレの負傷もあり左サイドバックのポジションに定着した時期もあったが、昨季まで主にサイドハーフを主戦場としていたヨン・アルネ・リーセがサイドバックにまわったことでリーセとのローテーションとなり、最終的に地位を確立するまでには至らなかった。そのような中、2006年3月15日のフラムFC戦 (5-1) でリヴァプールでの初にして唯一となった得点を挙げている。

### ブラックバーン
2006年夏と2007年冬の両方でメディアからブラックバーン・ローヴァーズFCの主将ルーカス・ニールとトレード移籍するだろうと報じられ、最終的にニールはウェストハム・ユナイテッドFCと契約したことで、そのニールの後釜として2007年1月22日に推定移籍金150万ポンドの3年半契約を締結した。1月27日にFAカップのルートン・タウンFC戦 (4-0) で初出場を飾り、1月31日のチェルシーFC戦でリーグ戦初出場を飾ったウォーノックは、次のシェフィールド・ユナイテッドFC戦でも先発を任されたが、試合終了間際イエローカードの2枚目を貰い退場し、2月25日のポーツマスFC戦で移籍後初得点を挙げた。
ブラックバーンでは、マーク・ヒューズ監督の下で常に左サイドバックの一番手を務めていたが、3季目となる2008-09シーズンにポール・インス監督が就任すると、サイドハーフや中盤の底などを任されるようになり、後半戦にサム・アラダイス監督へ交代してからは本来の左SBの位置に復帰するも、ガエル・ジヴェ加入以降は再び中盤で起用されることが増えた。
2009年4月11日の古巣リヴァプールとの試合を迎える前にウォーノックは、1989年4月15日のヒルズボロの悲劇で命を落とした96人のリヴァプールサポーターに関連して、数字の96を示した花の展示を飾ると発表し、試合当日にチームを代表してピッチに花輪を捧げた。

### アストン・ヴィラ
2008-09シーズンにブラックバーンの年間最優秀選手に選出される活躍を見せたウォーノックは、長期離脱中のヴィルフレート・ボウマの代役として2009年8月28日に推定移籍金800万ポンドでアストン・ヴィラFCと4年契約を締結した。加入してすぐさま地位を確立し、クラブのサポーターが集うウェブサイト上で、「マーティン・オニール監督が連れてきた中で最高の選手」、「この10年でうちに来た左サイドバックとしては最高」と次々に称賛が送られるをほどの活躍を見せる中、2010年1月20日に古巣ブラックバーンとのフットボールリーグカップ準決勝 (6-4) で初得点を挙げた。2010-11シーズン開幕前にボウマが契約解除により退団したことで左サイドバックのレギュラー選手が代々着用している背番号3が与えられ、ウェストハムとの開幕戦 (3-0) に先発出場して無失点での勝利に貢献した。
開幕戦から全試合先発出場を果たしていたが、ジェラール・ウリエ監督の構想外となったことで12月28日のマンチェスター・シティFC戦を最後にリザーブチームで過ごす日々が続いた。そのため、複数のクラブが関心を示していると報じられると共に夏での退団が予想されたが、新就任したアレックス・マクリーシュ監督からウォーノックの腐らずにいる態度に感銘称賛され、ウリエ政権で構想外となった他の選手達と同様にやり直す機会を与えると語られた。そのマクリーシュ監督の下では、2011-12シーズンのリーグ戦に3試合を除く35試合に出場し、2011年10月15日にアウェイのマンチェスター・シティ戦でリーグ戦初得点を挙げている。2012-13シーズンは、状況が打って変わり開幕前にポール・ランバート新監督から構想外と告げられ、リザーブチームで練習することとなった。
ボルトンへのローン
2012年9月21日に同国2部のボルトン・ワンダラーズFCへ3ヶ月の期限付き移籍したウォーノックは、翌日のシェフィールド・ウェンズデイFC戦 (2-1) にベンチ入りし、次のクリスタル・パレスFC (0-1) 戦に左サイドバックとして先発で初出場を飾った。2試合目の出場となったリーズ・ユナイテッドAFC戦 (2-2) でペナルティーキックを獲得して味方に譲った（PKは成功）。アストン・ヴィラへ復帰するまでにボルトンでリーグ戦15試合に出場した。

### リーズ
アストン・ヴィラと双方合意で契約を終了させた後、サム・アラダイス監督率いるウェストハムから長期契約での獲得の申し出を断り、移籍期限日最終日の2013年1月31日にリーズ・ユナイテッドAFCと2年半の契約を締結。2月9日にモリニュー・スタジアムでのウルヴァーハンプトン・ワンダラーズFC戦 (2-2) で初出場を飾り、3月2日のミルウォールFC戦 (1-0) でPKから初得点を記録した。また、ブライアン・マクダーモット (en) 新監督就任後の初試合であるシェフィールド・ウェンズデイ戦で主将を任された。

### ダービー
2015年1月15日、ダービー・カウンティFCに移籍。

### ウィガン
2016年5月30日、ウィガン・アスレティックFCに移籍。

### バートン・アルビオン
2017年6月26日、バートン・アルビオンFCに移籍し、同年9月16日のフラム戦で移籍後初ゴールを決めてチームの勝利に貢献した。このゴールは現役最後のゴールとなった。

### ブラッドフォード
2018年1月26日、ブラッドフォード・シティAFCに期限付き移籍。4月にはシーズン限りでの現役引退を表明し、同年現役引退。

## 代表経歴
2005年8月29日にスヴェン＝ゴラン・エリクソン監督の下で2006 FIFAワールドカップ・ヨーロッパ予選のウェールズ戦と北アイルランド戦に向けてイングランド代表に初招集された。左サイドバックの1番手アシュリー・コールは居たものの、控えを務めるウェイン・ブリッジ、ポール・コンチェスキーといった選手達が相次いで離脱したためとはいえ驚きを持って伝えられた。2008年5月11日にアメリカとトリニダード・トバゴとの親善試合に向け、ファビオ・カペッロ監督によって再招集され、6月1日のトリニダード・トバゴ戦でブリッジに代わり84分から初出場を飾った。その後、出場することはなかったもののブラジル戦やエジプト戦と定期的に招集されたことや、クラブでの活躍から2番手のブリッジを追いやるだろうと囁かれ始め、2010年5月11日に2010 FIFAワールドカップへ向けた暫定30名に名を連ね、6月1日に最終23名に選出された。元々アシュリー・コールの控えとして見られていたことから出場は容易ではないだろうと予想されており、実際にアシュリー・コールの素晴らしさとイングランド代表が早期に敗退したことにより出番は訪れなかった。
2010年11月17日にフランスとの親善試合でキーラン・ギブスに代わり途中出場をしたのを最後に代表から遠ざかる中、2012年5月にスコットランド代表のクレイグ・レヴェイン (en) 監督から接触が図られた。ワールドカップの一員だったものの出番はなく、出場は国際親善試合のみであり、公式戦での出場がなかったためだった。

## 個人成績
| クラブ  | シーズン                        | リーグ             | リーグ | リーグ | FAカップ | FAカップ | リーグカップ | リーグカップ | 国際大会 | 国際大会 | 合計 | 合計 |
| クラブ  | シーズン                        | リーグ             | 出場   | 得点   | 出場     | 得点     | 出場         | 得点         | 出場     | 得点     | 出場 | 得点 |
| ------- | ------------------------------- | ------------------ | ------ | ------ | -------- | -------- | ------------ | ------------ | -------- | -------- | ---- | ---- |
| 2002-03 | ブラッドフォード・シティ (loan) | ディビジョン1      | 12     | 1      | 0        | 0        | 0            | 0            | 0        | 0        | 12   | 1    |
| 2003-04 | コヴェントリー・シティ (loan)   | ディビジョン1      | 44     | 3      | 3        | 0        | 2            | 0            | 0        | 0        | 49   | 3    |
| 2004-05 | リヴァプール                    | プレミアリーグ     | 19     | 0      | 1        | 0        | 4            | 0            | 7        | 0        | 31   | 0    |
| 2005-06 | リヴァプール                    | プレミアリーグ     | 20     | 1      | 2        | 0        | 1            | 0            | 6        | 0        | 29   | 1    |
| 2006-07 | リヴァプール                    | プレミアリーグ     | 1      | 0      | 0        | 0        | 3            | 0            | 3        | 0        | 7    | 0    |
| 2006-07 | ブラックバーン・ローヴァーズ    | プレミアリーグ     | 13     | 1      | 5        | 0        | 0            | 0            | 2        | 0        | 20   | 1    |
| 2007-08 | ブラックバーン・ローヴァーズ    | プレミアリーグ     | 37     | 1      | 0        | 0        | 2            | 0            | 5        | 1        | 44   | 2    |
| 2008-09 | ブラックバーン・ローヴァーズ    | プレミアリーグ     | 37     | 3      | 3        | 0        | 3            | 0            | 0        | 0        | 43   | 3    |
| 2009-10 | アストン・ヴィラ                | プレミアリーグ     | 30     | 0      | 6        | 0        | 5            | 1            | 0        | 0        | 41   | 1    |
| 2010-11 | アストン・ヴィラ                | プレミアリーグ     | 19     | 0      | 0        | 0        | 2            | 0            | 1        | 0        | 22   | 0    |
| 2011-12 | アストン・ヴィラ                | プレミアリーグ     | 35     | 2      | 2        | 0        | 1            | 0            | 0        | 0        | 38   | 2    |
| 2012-13 | ボルトン・ワンダラーズ (loan)   | チャンピオンシップ | 15     | 0      | 0        | 0        | 0            | 0            | 0        | 0        | 15   | 0    |
| 2012-13 | リーズ・ユナイテッド            | チャンピオンシップ | 16     | 1      | 1        | 0        | 0            | 0            | 0        | 0        | 17   | 1    |
| 2013-14 | リーズ・ユナイテッド            | チャンピオンシップ | 27     | 1      | 0        | 0        | 1            | 0            | 0        | 0        | 28   | 1    |

## 代表歴

### 出場大会
- イングランド代表
  - 2010 FIFAワールドカップ

### 試合数
- 国際Aマッチ 2試合 0得点（2008年-2010年）[50]

| イングランド代表 | 国際Aマッチ | 国際Aマッチ |
| 年               | 出場        | 得点        |
| ---------------- | ----------- | ----------- |
| 2008             | 1           | 0           |
| 2009             | 0           | 0           |
| 2010             | 1           | 0           |
| 通算             | 2           | 0           |

## タイトル
クラブ
リヴァプール
- FAカップ : 2000-01, 2005-06
- フットボールリーグカップ : 2000-01, 2002-03
- FAコミュニティ・シールド : 2001-02, 2006-07
- UEFAチャンピオンズリーグ : 2004-05
- UEFAヨーロッパリーグ : 2000-01
- UEFAスーパーカップ : 2001, 2005